# Mystery Song/Little lady (Medley) - Claudie
Mystery Song/Little lady (Medley) - Claudie è un singolo a doppio lato A della rock band inglese Status Quo, uscito come singolo nell'ottobre del 2014. È un vinile uscito nella versione Box dell'album Aquostic Stripped Bare. Si tratta delle versioni acustiche degli omonimi brani provenienti dagli anni 70; a quei tempi come singolo era uscito solo il brano Mystery Song.

## Tracce
1. Mystery Song/Little lady (Medley) - 4:15 - (Parfitt/Young)
2. Claudie - 3:16 - (Rossi/Young)

## Formazione
- Francis Rossi - chitarra, voce
- Rick Parfitt - chitarra, voce, ukulele
- Andy Bown - chitarra, mandolino, armonica, piano, voce
- John 'Rhino' Edwards - basso, chitarra, voce
- Leon Cave - chitarra, batteria, voce

Musicisti supplementari
- Geraint Watkins − fisarmonica
- Martin Ditcham − percussioni
- Amy Smith − cori
- Richard Benbow − arrangiamento archi
- Lucy Wilkins − violino
- Howard Gott − violino
- Natalia Bonner − violino
- Alison Dods − violino
- Sophie Sirota − viola
- Sarah Wilson − violoncello